# Abgabenkontonummer
Die Abgabenkontonummer ist eine Steuer-Identifikationsnummer (englisch Taxpayer Identification Number, TIN) und wird vom österreichischen Finanzamt beim Anlegen eines neuen Steuerakts vergeben. Sie dient dazu, Steuerpflichtige eindeutig zu identifizieren und die Verwaltung effizient zu gestalten. Die Abgabenkontonummer wird auch als Ordnungsbegriff bezeichnet.
Die Abgabenkontonummer setzt sich zusammen aus der Finanzamtsnummer und Steuernummer. Im alltäglichen Sprachgebrauch wird häufig der Begriff Steuernummer als Synonym für die eigentlich gemeinte Abgabenkontonummer verwendet.
Seit dem Jahr 2012 wird beispielsweise auf den vom Finanzamt bereitgestellten Formularen für die Steuererklärungen konsequent die Bezeichnung „Abgabenkontonummer (Finanzamtsnummer - Steuernummer)“ verwendet, zuvor der Begriff „Steuernummer“.

## Allgemeines
Die Abgabenkontonummer wird auf allen schriftlichen Ausfertigungen des Finanzamts (Bescheide, Vorhalte usw.) angegeben. Auf allen Belegen (Schriftstücken, Zahlungsabschnitten etc.), die an das Finanzamt übermittelt werden, ist die Abgabenkontonummer grundsätzlich anzuführen.
Ein und demselben Steuerpflichtigen können im Allgemeinen nicht nur eine, sondern auch mehrere Abgabenkontonummern zugeordnet sein, wobei jede Abgabenkontonummer dabei für einen bestimmten Zweck gedacht ist. Ausgehend von einer bestimmten Abgabenkontonummer, lässt sich (seitens des Finanzamts) stets jener Steuerpflichtige eindeutig ermitteln, dem diese Abgabenkontonummer zugeordnet ist.
Die Zuweisung einer Abgabenkontonummer erfolgt durch jenes örtliche Finanzamt, in dessen Zuständigkeitsbereich der Wohnsitz des Steuerpflichtigen fällt. Wenn der Steuerpflichtige seinen Wohnsitz wechselt, dann kann sich auch seine Abgabenkontonummer ändern.
Weder Abgabenkontonummer, Finanzamtsnummer noch Steuernummer werden auf amtlichen Identitätsnachweisen angeführt. Es werden auch keine amtlichen Karten ausgestellt, auf denen die genannten Nummern zu finden wären. Auf Steuerbescheiden ist die Abgabenkontonummer beispielsweise stets in der oberen rechten Ecke der ersten Seite angeführt.

## Aufbau
Die Abgabenkontonummer besteht aus neun Ziffern. Sie setzt sich zusammen aus der Finanzamtsnummer und der Steuernummer mitsamt der Prüfziffer. Sie ist wie folgt strukturiert:
- FA-NNNNNN-P bzw.
- {\displaystyle (F,A,N_{1},N_{2},N_{3},N_{4},N_{5},N_{6},P)} … als 9-Tupel dargestellt

Dabei ist:
- FA bzw. {\displaystyle F} und {\displaystyle A} … Finanzamtsnummer (immer 2-stellig, gegebenenfalls mit führender Null)
- NNNNNN bzw. {\displaystyle N_{1},\dotsc ,N_{6}} … vorderer Teil (immer 6-stellig) der Steuernummer
- P bzw. {\displaystyle P} … Prüfziffer (immer 1-stellig) als letzte Ziffer der Steuernummer

Die Steuernummer ist immer 7-stellig und folgendermaßen strukturiert: NNNNNN-P. Sie besteht aus dem 6-stelligen vorderen Teil NNNNNN mit angehängter Prüfziffer P. Die Prüfziffer P bezieht sich (von der Berechnung her) immer auf die Abgabenkontonummer, obwohl sie von Gebrauch und Schreibweise her als der Steuernummer zugehörig betrachtet wird.
Jede der durch F, A, N und P bzw. {\displaystyle F}, {\displaystyle A}, {\displaystyle N_{1}}, {\displaystyle N_{2}}, {\displaystyle N_{3}}, {\displaystyle N_{4}}, {\displaystyle N_{5}}, {\displaystyle N_{6}} und {\displaystyle P} symbolisierten Ziffern ist eine Ziffer aus dem Dezimalsystem und kann somit Werte aus der Menge {\displaystyle \{0,\dotsc ,9\}} annehmen.
Anmerkung: Der Bindestrich „-“ hat hier nichts mit der Schreibweise zu tun, sondern er dient hier lediglich dazu, um die einzelnen Komponenten deutlich sichtbar voneinander abzugrenzen und somit den Aufbau der Abgabenkontonummer anschaulich darzustellen.

## Schreibweise
Für die Abgabenkontonummer kommen verschiedene Schreibweisen zum Einsatz: Überall dort, wo es auf möglichst gute Lesbarkeit ankommt, also insbesondere bei papier- bzw. dokumentenbasierten Vorgängen, werden meist Trennzeichen eingefügt, um dem Menschen das möglichst fehler- und ermüdungsfreie Erfassen zu erleichtern. Für die elektronische Datenverarbeitung sollen hingegen bevorzugt alle Trennzeichen weggelassen und die neun Ziffern somit unmittelbar hintereinander geschrieben werden.
Gebräuchlich sind die folgenden Schreibweisen:
- FA-NNN/NNNP … leichte Lesbarkeit (Beispiel: 90-123/4567)
- FA NNN/NNNP … leichte Lesbarkeit (Beispiel: 90 123/4567)
- FA NNNNNNP … mäßige Lesbarkeit (Beispiel: 90 1234567)
- FANNNNNNP … bevorzugt für die elektronische Datenverarbeitung (Beispiel: 901234567)

Anmerkung: Die Zeichen „-“ (Bindestrich) und „/“ (Schrägstrich) sowie die Leerzeichen sind hier lediglich Trennzeichen zwecks besserer Lesbarkeit und insbesondere keine mathematischen Operatoren.

## Wertevorrat
Während die Finanzamtsnummer FA für ein bestimmtes Finanzamt fix vorgegeben ist (siehe Tabelle) und die Prüfziffer P durch eine Berechnungsvorschrift (siehe unten) festgelegt wird, sind die sechs Ziffern NNNNNN des vorderen Teils der Steuernummer beim Generieren einer (neuen) Abgabenkontonummer (durch das Finanzamt) grundsätzlich frei wählbar.
Daraus ergibt sich, dass pro Finanzamtsnummer maximal 106 = 1.000.000 voneinander verschiedene Abgabenkontonummern bzw. Steuernummern vergeben werden können.
Es sind maximal 102 = 100 voneinander verschiedene Finanzamtsnummern möglich, von denen zur Zeit 40 in Gebrauch sind.
Insgesamt kann es also 102 + 6 = 108 = 100.000.000 voneinander verschiedene Abgabenkontonummern geben.

## Finanzamtsnummern
Jedem Finanzamt ist eine eindeutige, immer 2-stellige Finanzamtsnummer FA wie folgt zugewiesen. Die Finanzamtsnummer ist stets das Präfix einer jeden Abgabenkontonummer.
| FA | Finanzamt                                    | Bundesland                   | IBAN                     | „fiktive“ Abgabenkontonummer |
| -- | -------------------------------------------- | ---------------------------- | ------------------------ | ---------------------------- |
| 03 | Wien 3/6/7/11/15 Schwechat Gerasdorf         | Wien                         | AT87 0100 0000 0550 4037 | 03-999/9032                  |
| 04 | Wien 4/5/10                                  | Wien                         | AT92 0100 0000 0550 4044 | 04-999/9048                  |
| 06 | Wien 8/16/17                                 | Wien                         | AT26 0100 0000 0550 4068 | 06-999/9068                  |
| 07 | Wien 9/18/19 Klosterneuburg                  | Wien                         | AT31 0100 0000 0550 4075 | 07-999/9074                  |
| 08 | Wien 12/13/14 Purkersdorf                    | Wien                         | AT36 0100 0000 0550 4082 | 08-999/9080                  |
| 09 | Wien 1/23                                    | Wien                         | AT62 0100 0000 0550 4099 | 09-999/9096                  |
| 10 | für Gebühren, Verkehrsteuern und Glücksspiel | n. a.                        | AT83 0100 0000 0550 4109 | 10-999/9102                  |
| 12 | Wien 2/20/21/22                              | Wien                         | AT93 0100 0000 0550 4123 | 12-999/9124                  |
| 15 | Amstetten Melk Scheibbs                      | Niederösterreich             | AT32 0100 0000 0550 4154 | 15-999/9150                  |
| 16 | Baden Mödling                                | Niederösterreich             | AT37 0100 0000 0550 4161 | 16-999/9166                  |
| 18 | Gänserndorf Mistelbach                       | Niederösterreich             | AT68 0100 0000 0550 4185 | 18-999/9188                  |
| 22 | Hollabrunn Korneuburg Tulln                  | Niederösterreich             | AT28 0100 0000 0550 4226 | 22-999/9222                  |
| 23 | Waldviertel                                  | Niederösterreich             | AT33 0100 0000 0550 4233 | 23-999/9238                  |
| 29 | Lilienfeld St. Pölten                        | Niederösterreich             | AT08 0100 0000 0550 4295 | 29-999/9292                  |
| 33 | Neunkirchen Wr. Neustadt                     | Niederösterreich             | AT65 0100 0000 0550 4336 | 33-999/9336                  |
| 38 | Bruck Eisenstadt Oberwart                    | Burgenland, Niederösterreich | AT14 0100 0000 0550 4381 | 38-999/9384                  |
| 41 | Braunau Ried Schärding                       | Oberösterreich               | AT54 0100 0000 0552 4419 | 41-999/9412                  |
| 46 | Linz                                         | Oberösterreich               | AT03 0100 0000 0552 4464 | 46-999/9460                  |
| 51 | Kirchdorf Perg Steyr                         | Oberösterreich               | AT65 0100 0000 0552 4512 | 51-999/9510                  |
| 52 | Freistadt Rohrbach Urfahr                    | Oberösterreich               | AT91 0100 0000 0552 4529 | 52-999/9526                  |
| 53 | Gmunden Vöcklabruck                          | Oberösterreich               | AT96 0100 0000 0552 4536 | 53-999/9532                  |
| 54 | Grieskirchen Wels                            | Oberösterreich               | AT04 0100 0000 0552 4543 | 54-999/9548                  |
| 57 | Klagenfurt                                   | Kärnten                      | AT92 0100 0000 0556 4572 | 57-999/9574                  |
| 59 | St. Veit Wolfsberg                           | Kärnten                      | AT26 0100 0000 0556 4596 | 59-999/9596                  |
| 61 | Spittal Villach                              | Kärnten                      | AT52 0100 0000 0556 4613 | 61-999/9618                  |
| 65 | Bruck Leoben Mürzzuschlag                    | Steiermark                   | AT73 0100 0000 0553 4650 | 65-999/9650                  |
| 67 | Oststeiermark                                | Steiermark                   | AT07 0100 0000 0553 4674 | 67-999/9672                  |
| 68 | Graz-Stadt                                   | Steiermark                   | AT12 0100 0000 0553 4681 | 68-999/9688                  |
| 69 | Graz-Umgebung                                | Steiermark                   | AT38 0100 0000 0553 4698 | 69-999/9694                  |
| 71 | Judenburg Liezen                             | Steiermark                   | AT64 0100 0000 0553 4715 | 71-999/9716                  |
| 72 | Deutschlandsberg Leibnitz Voitsberg          | Steiermark                   | AT69 0100 0000 0553 4722 | 72-999/9722                  |
| 81 | Innsbruck                                    | Tirol                        | AT31 0100 0000 0554 4815 | 81-999/9814                  |
| 82 | Kitzbühel Lienz                              | Tirol                        | AT36 0100 0000 0554 4822 | 82-999/9820                  |
| 83 | Kufstein Schwaz                              | Tirol                        | AT62 0100 0000 0554 4839 | 83-999/9836                  |
| 84 | Landeck Reutte                               | Tirol                        | AT67 0100 0000 0554 4846 | 84-999/9842                  |
| 90 | St. Johann Tamsweg Zell am See               | Salzburg                     | AT90 0100 0000 0555 4908 | 90-999/9906                  |
| 91 | Salzburg-Stadt                               | Salzburg                     | AT95 0100 0000 0555 4915 | 91-999/9912                  |
| 93 | Salzburg-Land                                | Salzburg                     | AT29 0100 0000 0555 4939 | 93-999/9934                  |
| 97 | Bregenz                                      | Vorarlberg                   | AT37 0100 0000 0557 4971 | 97-999/9976                  |
| 98 | Feldkirch                                    | Vorarlberg                   | AT63 0100 0000 0557 4988 | 98-999/9982                  |

Anmerkungen:
- Als BIC gilt für alle Finanzämter: BUNDATWW (Bankverbindung: BAWAG P.S.K.)
- Die Finanzamtsnummer findet sich stets in der drittletzten und vorletzten Stelle der jeweiligen Finanzamts-IBAN wieder. Dieser Zusammenhang kann zu Validierungszwecken genutzt werden. Beispiel: Finanzamt Linz: FA = 46, IBAN = AT03 0100 0000 0552 4464

## „fiktive“ Abgabenkontonummer
Bei bestimmten Rechtsvorgängen (z. B. Beschwerdegebühren) ist es grundsätzlich nicht notwendig, die einem zugewiesene Abgabenkontonummer anzugeben. In solchen Fällen, oder falls einem die Abgabenkontonummer vom Finanzamt noch nicht mitgeteilt wurde, ist die hierfür vorgesehene „fiktive“ Abgabenkontonummer des jeweiligen Finanzamts zu verwenden (siehe obenstehende Tabelle des vorigen Abschnitts).

## Prüfziffer
Als Prüfsumme kommt bei der Abgabenkontonummer nur eine einzige dezimale Prüfziffer zur Anwendung.

### Anwendungsfälle
Es gibt drei Situationen, in denen die Prüfziffer zu berechnen ist:
1. Beim Generieren neuer Abgabenkontonummern. In diesem Fall sind {\displaystyle F} und {\displaystyle A} für ein bestimmtes Finanzamt gegeben, und es werden die Ziffern {\displaystyle N_{1},\dotsc ,N_{6}} (z. B. per Zufallszahlengenerator) festgelegt. Anschließend muss {\displaystyle P} berechnet werden, um eine vollständige Abgabenkontonummer {\displaystyle (F,A,N_{1},\dotsc ,N_{6},P)} zu erhalten. (Bei der Vergabe ist darauf zu achten, dass die neu generierte Abgabenkontonummer nicht bereits existiert; jede vergebene Abgabenkontonummer muss eindeutig sein.) Normalerweise erledigt das Generieren das Finanzamt.
2. Beim Validieren – also beim Überprüfen auf formale Gültigkeit – bereits vorliegender Abgabenkontonummern. In diesem Fall ist die vollständige Abgabenkontonummer {\displaystyle (F,A,N_{1},\dotsc ,N_{6},P)} gegeben, und es wird die Prüfziffer {\displaystyle P'} neu berechnet und mit der gegebenen Prüfziffer {\displaystyle P} verglichen. Das Validieren empfiehlt sich überall dort, wo mit Abgabenkontonummern hantiert wird, die möglicherweise Fehler (z. B. Tipp-, Übertragungs-, Einscanfehler u. dgl.) enthalten könnten.
3. Beim Rekonstruieren bereits vorliegender Abgabenkontonummern, bei denen die Prüfziffer nicht zweifelsfrei oder gar nicht lesbar geworden ist, alle übrigen acht Ziffern hingegen zweifelsfrei lesbar sind.

### Zweck
Der Zweck der Prüfziffer ist es, der Abgabenkontonummer absichtlich Redundanz hinzuzufügen, um fehlerhafte Abgabenkontonummern mit einer möglichst hohen Wahrscheinlichkeit als fehlerhaft erkennen zu können. Durch die Prüfziffer kann man erreichen, dass Eingabefehler zu formalen Fehlern führen, die dann sicher erkennbar sind. (Die Betonung liegt hier auf „kann“, das heißt, es kann gelingen, muss aber nicht immer gelingen.)
Letztlich will man erreichen, dass man fehlerhafte Abgabenkontonummern ausscheiden kann und dann nur mehr mit korrekten Abgabenkontonummern arbeitet, um die Verwaltung effizient zu gestalten.

### Berechnung der Prüfziffer
Die Prüfziffer {\displaystyle P} der Abgabenkontonummer {\displaystyle (F,A,N_{1},N_{2},N_{3},N_{4},N_{5},N_{6},P)} lässt sich – in Anlehnung an den Luhn-Algorithmus – wie folgt berechnen:
1. {\displaystyle S:=F+Q(A)+N_{1}+Q(N_{2})+N_{3}+Q(N_{4})+N_{5}+Q(N_{6})} mit {\displaystyle Q(z):=q(2\cdot z)={\begin{cases}2\cdot z,&{\text{wenn }}0\leq z\leq 4{\text{,}}\\2\cdot z-9,&{\text{wenn }}5\leq z\leq 9{\text{;}}\end{cases}}}
2. {\displaystyle P:=(-S){\bmod {1}}0} = (80 - S) % 10

Die Formel zur Berechnung der Prüfziffer {\displaystyle P} ist also eine diskrete, 8-stellige, surjektive Funktion mit den acht Variablen {\displaystyle F,A,N_{1},\dotsc ,N_{6}}:
{\displaystyle P(F,A,N_{1},\dotsc ,N_{6})=[-F-Q(A)-N_{1}-Q(N_{2})-N_{3}-Q(N_{4})-N_{5}-Q(N_{6})]{\bmod {1}}0}
Hierbei gilt:
- {\displaystyle q(n)} … Quersumme der Zahl {\displaystyle n\in \mathbb {N} _{0}}
- {\displaystyle 0\leq Q(z)=q(2\cdot z)\leq 9} mit Ziffer {\displaystyle z\in \{0,\dotsc ,9\}}
- {\displaystyle S_{\mathrm {min} }\leq S\leq S_{\mathrm {max} }}, {\displaystyle S\in \mathbb {N} _{0}} … Hilfssumme
  - {\displaystyle S_{\mathrm {min} }=8\cdot 0=0} für {\displaystyle F=A=N_{1}=\dotsb =N_{6}=0}
  - {\displaystyle S_{\mathrm {max} }=8\cdot 9=72} für {\displaystyle F=A=N_{1}=\dotsb =N_{6}=9}
- {\displaystyle 0\leq S\leq 72}
- {\displaystyle 0\leq P\leq 9}

Dabei ist {\displaystyle a{\bmod {m}}} die „mathematische“ (und nicht die „symmetrische“) Variante der Modulo-Funktion. Für die Programmierung empfiehlt es sich hier, die Modulo-Funktion stets mit nicht-negativen Zahlen aufzurufen, da man sich dann nicht mehr darum kümmern muss, ob die verwendete Programmiersprache die „mathematische“ oder die „symmetrische“ Variante implementiert, weil dann beide Varianten dieselben (und hier passenden) Ergebnisse liefern. Bei der obigen Berechnung der Prüfziffer wird dies durch das Hinzuaddieren von {\displaystyle 8\cdot m=8\cdot 10=80} zu {\displaystyle -S} erreicht, was zum Programmcode (80 - S) % 10 führt.

Funktionsgraph für für die Ziffer im Intervall [0..9]

Funktionsgraph für für den Wert im Intervall [0..9]

Details zur Quersummenberechnung der mit 2 multiplizierten Ziffer:
| Ziffer {\displaystyle z} | {\displaystyle \color {gray}2\cdot z} | Quersumme {\displaystyle Q(z)=q(2\cdot z)} |
| ------------------------ | ------------------------------------- | ------------------------------------------ |
| 0                        | 0                                     | 0                                          |
| 1                        | 02                                    | 2                                          |
| 2                        | 04                                    | 4                                          |
| 3                        | 06                                    | 6                                          |
| 4                        | 08                                    | 8                                          |
| 5                        | 10                                    | 1                                          |
| 6                        | 12                                    | 3                                          |
| 7                        | 14                                    | 5                                          |
| 8                        | 16                                    | 7                                          |
| 9                        | 18                                    | 9                                          |

Ein zugehöriges Rechenbeispiel findet sich unten.
Hieraus ist erkennbar, dass die Funktion {\displaystyle Q(z)=q(2\cdot z)} bzw. {\displaystyle Q\colon \{0,\dotsc ,9\}\to \{0,\dotsc ,9\},z\mapsto q(2\cdot z)} bijektiv ist. Daher existiert auch ihre Umkehrfunktion {\displaystyle Q^{-1}}, mit deren Hilfe sich bei einem gegebenen Wert für {\displaystyle Q} die zugehörige Ziffer {\displaystyle z} eindeutig bestimmen lässt. Die Umkehrfunktion lautet wie folgt:
{\displaystyle z(Q)=Q^{-1}(Q)={\begin{cases}{\frac {Q}{2}},&{\text{wenn }}Q{\text{ gerade,}}\\{\frac {Q+9}{2}},&{\text{wenn }}Q{\text{ ungerade;}}\end{cases}}} mit {\displaystyle Q\in \{0,\dotsc ,9\}}
Das heißt, dass sich die Ziffer {\displaystyle z} als Funktion von {\displaystyle Q}, also der Quersumme der mit 2 multiplizierten Ziffer, darstellen lässt.
Beispiel: Wenn {\displaystyle Q=q(2\cdot z)=5} ist, dann muss {\displaystyle z=7} sein; siehe Tabelle bzw. Umkehrfunktion: {\displaystyle \textstyle z(5)=Q^{-1}(5)={\frac {5+9}{2}}={\frac {14}{2}}=7}
Diese eindeutige Umkehrbarkeit ist wichtig, damit beispielsweise die Rekonstruktion einer unbekannten Ziffer einer Abgabenkontonummer in allen Fällen funktioniert.

## Validierung

### Validierung anhand der Struktur
Eine gegebene Abgabenkontonummer ist sinnvollerweise zuallererst daraufhin zu prüfen, ob ihr Aufbau den grundlegenden Anforderungen an die Struktur genügt.

### Validierung anhand der Prüfziffer
Eine gegebene Abgabenkontonummer {\displaystyle (F,A,N_{1},\dotsc ,N_{6},P)} kann auf formale Gültigkeit geprüft werden (Datenvalidierung, Plausibilitätskontrolle), indem deren gegebene Prüfziffer {\displaystyle P} mit der zu dieser Abgabenkontonummer neu berechneten Prüfziffer {\displaystyle P'} verglichen wird. Das Berechnungsverfahren ist für {\displaystyle P} und {\displaystyle P'} dasselbe.
- Stimmen {\displaystyle P} und {\displaystyle P'} überein, so ist die gegebene Abgabenkontonummer formal gültig. (Anmerkung: Nur weil eine gegebene Abgabenkontonummer rein formal gültig ist, muss sie deshalb nicht auch zwingend vor dem Finanzamt gültig sein; möglicherweise wurde sie z. B. vom Finanzamt noch nicht vergeben.)
- Stimmen {\displaystyle P} und {\displaystyle P'} nicht überein, so ist die gegebene Abgabenkontonummer jedenfalls ungültig.

Zwei zugehörige Rechenbeispiele finden sich unten.

### Validierung anhand der Finanzamtsnummer
Zur Prüfung, ob eine gegebene Abgabenkontonummer gültig sein kann, kann die in ihr enthaltene Finanzamtsnummer FA mit einer Liste von gültigen Finanzamtsnummern abgeglichen werden (siehe z. B. obige Tabelle oder untenstehende Weblinks).
- Scheint die in der Abgabenkontonummer enthaltene Finanzamtsnummer FA in der Liste gültiger Finanzamtsnummern auf, so kann (muss aber nicht) die gegebene Abgabenkontonummer vor dem Finanzamt gültig sein.
- Ist die Finanzamtsnummer FA hingegen nicht in der Liste gültiger Finanzamtsnummern enthalten, so ist die gegebene Abgabenkontonummer jedenfalls nicht gültig.

## Fehlererkennung

### Allgemeines
Rein formale Fehler bei einer Abgabenkontonummer können mithilfe der Prüfziffer stets mit einer 100%igen Wahrscheinlichkeit erkannt werden. Das heißt, wenn eine Abgabenkontonummer den vorgegebenen formalen Kriterien (Aufbau/Struktur, hier insbesondere Prüfziffer) nicht entspricht, dann ist dies zu 100 % erkennbar.
Im Unterschied dazu steht die Erkennung von zufälligen Eingabefehlern, also z. B. Tipp-, Übertragungs-, Einscanfehler u. dgl. Hier sind insbesondere das Drücken der falschen Taste beim Eintippen auf einer Tastatur, das Vertauschen von (benachbarten) Ziffern (z. B. 69 anstelle von 96; Zahlendreher), das Verwechseln von Ziffern aufgrund schlechter Lesbarkeit (z. B. 8 anstelle von 3) oder schlechter Verständlichkeit beim Telefonieren (z. B. 3 anstelle von 2) oder Ähnliches gemeint.
Die Wahrscheinlichkeit, dass vorhandene Eingabefehler auch tatsächlich erkennbar sind, liegt hier bei 90 %. Statistisch wirken sich zufällige Eingabefehler nämlich so aus, dass in 90 % aller möglichen Fälle ({\displaystyle \textstyle 1-{\frac {10^{8}}{10^{9}}}}) eine Abgabenkontonummer entsteht, die – wegen ihrer Prüfziffer – formal nicht mehr gültig ist und sodann sicher (zu 100 %) als ungültig erkannt werden kann.
Die Wahrscheinlichkeit, dass die Fehlererkennung versagt, also dass vorhandene Eingabefehler fälschlicherweise nicht erkannt werden, liegt hier bei 10 %. Statistisch wirken sich zufällige Eingabefehler nämlich so aus, dass in 10 % aller möglichen Fälle ({\displaystyle \textstyle {\frac {10^{8}}{10^{9}}}}) eine Abgabenkontonummer entsteht, die trotz des Eingabefehlers und trotz ihrer Prüfziffer formal gültig ist und daher eben nicht als ungültig erkannt werden kann.
Diese beiden Wahrscheinlichkeiten liegen daran, dass als Prüfsumme hier nur eine einzige dezimale Prüfziffer zur Anwendung kommt, die aus zehn möglichen Ziffernwerten nur einen bestimmten Wert für eine konkrete Abgabenkontonummer annehmen kann.
Wenn ein formaler Fehler (anhand der Prüfziffer) erkannt wurde, dann ist 100%ig klar, dass die Abgabenkontonummer formal ungültig ist, sie also Fehler enthält. Es lässt sich allerdings nicht eruieren, wo (bei welcher bzw. welchen der neun Ziffern) der Fehler liegt. Auch lässt sich die genaue Anzahl der Fehler nicht bestimmen; es ist dann lediglich klar, dass mindestens eine der neun Ziffern falsch sein muss. Eine automatische Korrektur des Eingabefehlers ist nicht möglich. Es gibt hier also keine Fehlertoleranz, sondern lediglich eine einfache Fehlererkennung.
Näheres zur Erkennung spezieller Eingabefehler ist im gleichnamigen Abschnitt weiter unten zu finden.

### Erkennung spezieller Eingabefehler
Um einen besseren Eindruck davon zu bekommen, welche Eingabefehler unter welchen Umständen mit welchen Wahrscheinlichkeiten als Eingabefehler erkannt oder eben nicht als solche erkannt werden können, sollen die folgenden Spezialfälle genauer betrachtet werden, von denen man annehmen kann, dass sie in der alltäglichen Praxis häufig vorkommen.

#### Genau eine einzige fehlerhafte Ziffer
Falls bei einer gegebenen Abgabenkontonummer genau eine einzige Ziffer falsch ist (und alle übrigen acht Ziffern korrekt sind), dann kann dies immer mit einer Wahrscheinlichkeit von 100 % erkannt werden. Wenn man sich also nur bei einer einzigen der insgesamt neun Ziffern vertippt, dann kann dies ausnahmslos immer erkannt werden.
Wenn man nämlich aus der Abgabenkontonummer {\displaystyle (F,A,N_{1},\dotsc ,N_{6},P)} eine x-beliebige Ziffer {\displaystyle z} aus den insgesamt acht Ziffern {\displaystyle F,A,N_{1},\dotsc ,N_{6}} herausgreift und alle übrigen sieben Ziffern der Abgabenkontonummer (sowie deren konkrete Prüfziffer {\displaystyle P_{z}}) als fix annimmt (von den ursprünglich acht Variablen bleibt nur mehr eine einzige Variable als Variable übrig, und die restlichen ursprünglichen Variablen werden zu Konstanten), dann wird aus der (im allgemeinen Fall ja) 8-stelligen, surjektiven Funktion, gemäß der die Prüfziffer berechnet wird,
{\displaystyle P(F,A,N_{1},\dotsc ,N_{6})=[-F-Q(A)-N_{1}-Q(N_{2})-N_{3}-Q(N_{4})-N_{5}-Q(N_{6})]{\bmod {1}}0},
stets eine neue, nun einstellige Funktion {\displaystyle {\tilde {P}}(z)}, die für {\displaystyle z\in \{0,\dotsc ,9\}} stets bijektiv ist. Aufgrund der Bijektivität von {\displaystyle {\tilde {P}}(z)} folgt, dass sich jeder fehlerhafte Wert der Ziffer {\displaystyle z} im Zuge der Validierung in einem solchen Prüfziffernwert {\displaystyle {\tilde {P}}(z)} niederschlägt, der sicher von der gegebenen Prüfziffer {\displaystyle P_{z}} abweicht. Ein alleiniger Tippfehler kann also immer erkannt werden.
Zum Vergleich der allgemeine Fall: Falls es in einer Abgabenkontonummer {\displaystyle k} falsche Ziffern geben sollte, dann ergibt sich mit {\displaystyle 2\leq k\leq 8} im Allgemeinen keine Bijektivität der dann {\displaystyle k}-stelligen Funktion {\displaystyle {\tilde {P}}(z_{1},\dotsc ,z_{k})} mehr. Die Wahrscheinlichkeit, dass vorhandene Eingabefehler auch tatsächlich erkannt werden, liegt dann nur mehr bei 90 %. Wollte man diese Wahrscheinlichkeit steigern, dann müsste man eine mehrstellige Prüfsumme einführen oder die Basis (= 10 im Dezimalsystem) der Prüfziffer erweitern, also z. B. auf eine hexadezimale Prüfziffer umsteigen.

#### Genau eine Vertauschung zweier unmittelbar benachbarter Ziffern
Falls eine Vertauschung zweier unmittelbar benachbarter Ziffern {\displaystyle z_{1}} und {\displaystyle z_{2}} vorliegt, dann kann dies genau dann nicht erkannt werden, wenn gilt:
1. {\displaystyle z_{1}\neq z_{2}} und
2. {\displaystyle \{[Q(z_{1})+z_{2}]{\bmod {1}}0\}=\{[Q(z_{2})+z_{1}]{\bmod {1}}0\}}

Die erste der beiden Bedingungen ergibt sich aus der Überlegung, dass zwei Ziffern nur dann (in potenziell Ergebnis-relevanter Art und Weise) vertauscht werden können, wenn sie verschieden voneinander sind; eine Vertauschung der beiden Ziffern bei z. B. der Zahl 44 ändert nichts. Die zweite Bedingung ergibt sich aus der Überlegung, dass die Fehlererkennung auf Basis der Prüfziffer versagt, wenn sich der Prüfziffernwert der nicht vertauschten von der vertauschten Variante nicht unterscheidet.
Diese beiden Bedingungen sind genau dann erfüllt, wenn {\displaystyle z_{1}=0\land z_{2}=9} oder {\displaystyle z_{1}=9\land z_{2}=0} gilt.
Das bedeutet:
- Immer dann, wenn die Ziffernfolge 09 oder 90 in einer Abgabenkontonummer enthalten ist, dann kann ein Zahlendreher innerhalb dieser Ziffernfolge (hier kurz „09-Zahlendreher“ genannt) nicht per Validierung erkannt werden. Wenn also irrtümlich 09 anstatt korrekt 90, oder wenn irrtümlich 90 anstatt korrekt 09 geschrieben wird, dann sind diese „09-Zahlendreher“ nicht anhand der Prüfziffer erkennbar.
- Alle anderen Zahlendreher zweier unmittelbar benachbarter Ziffern sind stets per Validierung erkennbar.

Befindet sich nur ein einziger Zahlendreher in einer gegebenen Abgabenkontonummer, dann kann er mit einer Wahrscheinlichkeit von 98 % erkannt werden.
Wollte man einen einzigen Zahlendreher in einer gegebenen Abgabenkontonummer mit 100%iger Wahrscheinlichkeit erkennen können, so müsste man auf all jene Abgabenkontonummern verzichten, die die Ziffernfolge 09 oder 90 enthalten; d. h., derartige Abgabenkontonummern dürften vom Finanzamt nie vergeben werden. Konkret müsste das Finanzamt hierfür auf 12.372.894 der 108 = 100.000.000 möglichen Abgabenkontonummern, also auf knapp 12,4 % des Wertevorrats, verzichten. Beispielsweise anhand der „fiktiven“ Abgabenkontonummern der Finanzämter (siehe Tabelle) ist zu erkennen, dass das Finanzamt diese zusätzliche Schutzmöglichkeit im Allgemeinen nicht nutzt.
Eventuell kann es helfen, „09-Zahlendreher“ tendenziell zu vermeiden, wenn man beim Eintippen von Abgabenkontonummern, sofern vorhanden, bevorzugt den (üblicherweise abgesetzten) Ziffernblock der Tastatur nutzt, anstatt die gewöhnlichen Ziffern-Tasten zu verwenden. Beim Ziffernblock liegen die Tasten für 0 und 9 nämlich weit auseinander, während sie bei den gewöhnlichen Ziffern-Tasten der Tastatur unmittelbar nebeneinander liegen und somit eher für versehentliches Vertauschen anfällig sein können. Dass die 0-Taste beim Ziffernblock meist deutlich breiter ausgeführt ist als alle übrigen Ziffern-Tasten, kann – wegen der hieraus resultierenden taktilen Rückmeldung – für zusätzliche, sozusagen „intuitive“ Sicherheit beim Eintippen sorgen.

## Rekonstruktion einer unbekannten Ziffer
Liegt eine Abgabenkontonummer {\displaystyle (F,A,N_{1},N_{2},N_{3},N_{4},N_{5},N_{6},P)} vor, die an einer einzigen Stelle, egal an welcher, eine Ziffer {\displaystyle x} aufweist, die nicht zweifelsfrei oder gar nicht lesbar geworden ist, so lässt sich diese eine unbekannte Ziffer {\displaystyle x} eindeutig rekonstruieren. Die Voraussetzungen dafür sind, dass einerseits alle übrigen acht Ziffern zweifelsfrei lesbar sind und dass andererseits die ursprüngliche Abgabenkontonummer formal gültig war.
Achtung: Eine Rekonstruktion erfolgt immer auf eigenes Risiko! Bei einer solchen Rekonstruktion geht die (bei einer vollständig intakten Abgabenkontonummer wegen der Prüfziffer) normalerweise ja vorhandene Eigenschaft verloren, dass Eingabefehler erkannt werden können. Wenn also im Zuge der Rekonstruktion (zufällige) Eingabefehler gemacht werden, dann werden diese nicht erkannt, und die rekonstruierte Ziffer wird im Allgemeinen (genauer: mit einer Wahrscheinlichkeit von 90 %) falsch sein. Eine solche Rekonstruktion sollte also, wenn überhaupt, nur mit Bedacht und besonderer Aufmerksamkeit durchgeführt werden. Rein mathematisch betrachtet, sind die hier beschriebenen Rekonstruktionen jedoch einwandfrei. Jedenfalls sollte man zuvor versuchen, die vollständige Abgabenkontonummer (bzw. die unbekannte Ziffer) auf anderen Wegen zu beschaffen. Zum Abschluss einer Rekonstruktion empfiehlt es sich, die vervollständigte Abgabenkontonummer einer Validierung zu unterziehen, um zumindest etwaige formale Fehler erkennen bzw. ausschließen zu können.

### Methode 1: direkte Berechnung
Die Berechnung der unbekannten Ziffer {\displaystyle x} hängt davon ab, an welcher Stelle in der Abgabenkontonummer die Ziffer {\displaystyle x} steht. Die Berechnung kann folgendermaßen erfolgen:
| Struktur    | unbekannte Ziffer {\displaystyle x} an der Stelle von | Berechnung |
| ----------- | ----------------------------------------------------- | --- |
| xA-NNN/NNNP | {\displaystyle F=x}                                   | - {\displaystyle x=F=[-Q(A)-N_{1}-Q(N_{2})-N_{3}-Q(N_{4})-N_{5}-Q(N_{6})-P]{\bmod {1}}0}                                                |
| Fx-NNN/NNNP | {\displaystyle A=x}                                   | - {\displaystyle Q_{A}=Q(A)=[-F-N_{1}-Q(N_{2})-N_{3}-Q(N_{4})-N_{5}-Q(N_{6})-P]{\bmod {1}}0} - {\displaystyle x=A=z(Q_{A})}             |
| FA-xNN/NNNP | {\displaystyle N_{1}=x}                               | - {\displaystyle x=N_{1}=[-F-Q(A)-Q(N_{2})-N_{3}-Q(N_{4})-N_{5}-Q(N_{6})-P]{\bmod {1}}0}                                                |
| FA-NxN/NNNP | {\displaystyle N_{2}=x}                               | - {\displaystyle Q_{N_{2}}=Q(N_{2})=[-F-Q(A)-N_{1}-N_{3}-Q(N_{4})-N_{5}-Q(N_{6})-P]{\bmod {1}}0} - {\displaystyle x=N_{2}=z(Q_{N_{2}})} |
| FA-NNx/NNNP | {\displaystyle N_{3}=x}                               | - {\displaystyle x=N_{3}=[-F-Q(A)-N_{1}-Q(N_{2})-Q(N_{4})-N_{5}-Q(N_{6})-P]{\bmod {1}}0}                                                |
| FA-NNN/xNNP | {\displaystyle N_{4}=x}                               | - {\displaystyle Q_{N_{4}}=Q(N_{4})=[-F-Q(A)-N_{1}-Q(N_{2})-N_{3}-N_{5}-Q(N_{6})-P]{\bmod {1}}0} - {\displaystyle x=N_{4}=z(Q_{N_{4}})} |
| FA-NNN/NxNP | {\displaystyle N_{5}=x}                               | - {\displaystyle x=N_{5}=[-F-Q(A)-N_{1}-Q(N_{2})-N_{3}-Q(N_{4})-Q(N_{6})-P]{\bmod {1}}0}                                                |
| FA-NNN/NNxP | {\displaystyle N_{6}=x}                               | - {\displaystyle Q_{N_{6}}=Q(N_{6})=[-F-Q(A)-N_{1}-Q(N_{2})-N_{3}-Q(N_{4})-N_{5}-P]{\bmod {1}}0} - {\displaystyle x=N_{6}=z(Q_{N_{6}})} |
| FA-NNN/NNNx | {\displaystyle P=x}                                   | - {\displaystyle x=P=[-F-Q(A)-N_{1}-Q(N_{2})-N_{3}-Q(N_{4})-N_{5}-Q(N_{6})]{\bmod {1}}0}                                                |

1. ↑  Zwecks Vollständigkeit und besserer Vergleichsmöglichkeiten ist hier nochmals die Prüfzifferformel in kompakter Form angeführt. Es kann durchaus vorkommen, dass die Prüfziffer zu rekonstruieren ist.

Hierbei gilt:
- {\displaystyle Q(z):=q(2\cdot z)} mit Ziffer {\displaystyle z\in \{0,\dotsc ,9\}}
- {\displaystyle q(n)} … Quersumme der Zahl {\displaystyle n\in \mathbb {N} _{0}}
- {\displaystyle z(Q)=Q^{-1}(Q)={\begin{cases}{\frac {Q}{2}},&{\text{wenn }}Q{\text{ gerade,}}\\{\frac {Q+9}{2}},&{\text{wenn }}Q{\text{ ungerade;}}\end{cases}}} mit {\displaystyle Q\in \{0,\dotsc ,9\}}

Zwei zugehörige Rechenbeispiele finden sich unten.

### Methode 2: iterative Berechnung
Die Berechnung der unbekannten Ziffer {\displaystyle x} kann auch auf iterativem Weg erfolgen. Dabei kann man wie folgt vorgehen:
- Falls die unbekannte Ziffer {\displaystyle x} an der Stelle der Prüfziffer {\displaystyle P} steht, dann kann deren Rekonstruktion direkt, also nicht-iterativ, durch die Prüfzifferformel erfolgen.
- Für alle anderen Fälle: Man weist der unbekannten Ziffer {\displaystyle x} solange unterschiedliche Werte aus der Menge {\displaystyle \{0,\dotsc ,9\}} zu, bis die jeweils damit aufs Neue berechnete Prüfziffer {\displaystyle P'} mit der gegebenen Prüfziffer {\displaystyle P} übereinstimmt. Meist wird man dabei {\displaystyle x} die Werte 0, 1, 2, …, 9 der Reihe nach zuweisen, kann aber auch jede beliebige andere Reihenfolge wählen. Im günstigsten Fall beim ersten Versuch, im Allgemeinen nach durchschnittlich fünf, jedenfalls nach maximal zehn Versuchen hat man dann den gesuchten Wert für {\displaystyle x} durch Durchprobieren der insgesamt zehn verschiedenen Möglichkeiten gefunden.

Ein zugehöriges Rechenbeispiel findet sich unten.
Anmerkung: Falls bei einer gegebenen Abgabenkontonummer {\displaystyle k} Ziffern unbekannt sein sollten, die Prüfziffer {\displaystyle P} selbst jedoch bekannt ist, dann lässt sich die Abgabenkontonummer bei {\displaystyle 2\leq k\leq 8} rein von der Prüfziffer her nicht mehr eindeutig rekonstruieren. Unter Umständen kann bei {\displaystyle k=2} durch das Hinzuziehen anderer Kriterien doch noch Eindeutigkeit erreicht werden; im Allgemeinen wird dies jedoch nicht gelingen. So können beispielsweise potenzielle Abgabenkontonummer-Kandidaten ausgeschlossen werden, wenn deren (errechnete) Finanzamtsnummer FA nicht in der Liste der tatsächlich verwendeten Finanzamtsnummern (siehe Tabelle) aufscheint. Jedenfalls lassen sich durch geeignete Verallgemeinerung des eben skizzierten iterativen Verfahrens, also durch Durchprobieren aller {\displaystyle 10^{k}} möglichen Variationen, all jene potenziellen Kandidaten eruieren, die eine formal gültige Abgabenkontonummer ergeben würden. In der Praxis ist dies allerdings nicht empfehlenswert.

## Beispiele

### Beispiel 1– Generieren einer neuen Abgabenkontonummer
Es soll die Abgabenkontonummer für das Finanzamt Nr. 98 (Feldkirch) generiert werden, wobei die ersten sechs Ziffern der Steuernummer 123456 lauten sollen.
Gegeben ist also:
- {\displaystyle F=9,A=8}
- {\displaystyle N_{1}=1,N_{2}=2,N_{3}=3,N_{4}=4,N_{5}=5,N_{6}=6}

Gesucht ist die Prüfziffer {\displaystyle P}:
- {\displaystyle {\begin{aligned}S&=F+q(2\cdot A)+N_{1}+q(2\cdot N_{2})+N_{3}+q(2\cdot N_{4})+N_{5}+q(2\cdot N_{6})\\&=9+\underbrace {q(\overbrace {2\cdot 8} ^{16})} _{7}+1+\underbrace {q(\overbrace {2\cdot 2} ^{4})} _{4}+3+\underbrace {q(\overbrace {2\cdot 4} ^{8})} _{8}+5+\underbrace {q(\overbrace {2\cdot 6} ^{12})} _{3}\\&=9+7+1+4+3+8+5+3=40\end{aligned}}}
- {\displaystyle P=(-S){\bmod {1}}0=(-40){\bmod {1}}0=0} = (80 - S) % 10 = (80 - 40) % 10 = 40 % 10 = 0

Die Abgabenkontonummer lautet daher: 98-123/4560

### Beispiel 2– Validierung einer gegebenen Abgabenkontonummer
Es soll die Abgabenkontonummer 90-123/4567 auf formale Gültigkeit geprüft werden.
Gegeben ist also:
- {\displaystyle F=9,A=0}
- {\displaystyle N_{1}=1,N_{2}=2,N_{3}=3,N_{4}=4,N_{5}=5,N_{6}=6}
- {\displaystyle P=7}

Zu berechnen ist die Prüfziffer {\displaystyle P'}, die dann mit {\displaystyle P} zu vergleichen ist:
- {\displaystyle {\begin{aligned}S&=F+q(2\cdot A)+N_{1}+q(2\cdot N_{2})+N_{3}+q(2\cdot N_{4})+N_{5}+q(2\cdot N_{6})\\&=9+\underbrace {q(\overbrace {2\cdot 0} ^{0})} _{0}+1+\underbrace {q(\overbrace {2\cdot 2} ^{4})} _{4}+3+\underbrace {q(\overbrace {2\cdot 4} ^{8})} _{8}+5+\underbrace {q(\overbrace {2\cdot 6} ^{12})} _{3}\\&=9+0+1+4+3+8+5+3=33\end{aligned}}}
- {\displaystyle P'=(-S){\bmod {1}}0=(-33){\bmod {1}}0=7} = (80 - S) % 10 = (80 - 33) % 10 = 47 % 10 = 7

Die gegebene Abgabenkontonummer 90-123/4567 ist formal gültig, da hier {\displaystyle P=P'} ist.

### Beispiel 3– Validierung einer gegebenen Abgabenkontonummer
Es soll die Steuernummer 987/6543, die dem Finanzamt „Wien 02/20/21/22“ (FA = 12) zugeordnet sein soll, auf formale Gültigkeit geprüft werden. (Es ist somit die Abgabenkontonummer 12-987/6543 auf formale Gültigkeit zu prüfen.)
Gegeben ist also:
- {\displaystyle F=1,A=2}
- {\displaystyle N_{1}=9,N_{2}=8,N_{3}=7,N_{4}=6,N_{5}=5,N_{6}=4}
- {\displaystyle P=3}

Zu berechnen ist die Prüfziffer {\displaystyle P'}, die dann mit {\displaystyle P} zu vergleichen ist:
- {\displaystyle {\begin{aligned}S&=F+q(2\cdot A)+N_{1}+q(2\cdot N_{2})+N_{3}+q(2\cdot N_{4})+N_{5}+q(2\cdot N_{6})\\&=1+\underbrace {q(\overbrace {2\cdot 2} ^{4})} _{4}+9+\underbrace {q(\overbrace {2\cdot 8} ^{16})} _{7}+7+\underbrace {q(\overbrace {2\cdot 6} ^{12})} _{3}+5+\underbrace {q(\overbrace {2\cdot 4} ^{8})} _{8}\\&=1+4+9+7+7+3+5+8=44\end{aligned}}}
- {\displaystyle P'=(-S){\bmod {1}}0=(-44){\bmod {1}}0=6} = (80 - S) % 10 = (80 - 44) % 10 = 36 % 10 = 6

Die gegebene Abgabenkontonummer 12-987/6543 ist formal nicht gültig, da hier {\displaystyle P\neq P'} ist.

### Beispiel 4– direkte Rekonstruktion einer unbekannten Ziffer einer Abgabenkontonummer
Es soll die Abgabenkontonummer 46-376/5x21 rekonstruiert werden, deren vorvorletzte Stelle x unkenntlich geworden ist.
Gegeben ist also:
- {\displaystyle F=4,A=6}
- {\displaystyle N_{1}=3,N_{2}=7,N_{3}=6,N_{4}=5,N_{6}=2}
- {\displaystyle P=1}

Gesucht ist {\displaystyle N_{5}=x}.
Die Berechnung kann wie folgt durchgeführt werden:
{\displaystyle {\begin{aligned}x&=N_{5}=[-F-Q(A)-N_{1}-Q(N_{2})-N_{3}-Q(N_{4})-Q(N_{6})-P]{\bmod {1}}0\\&=[-4-\underbrace {q(\overbrace {2\cdot 6} ^{12})} _{3}-3-\underbrace {q(\overbrace {2\cdot 7} ^{14})} _{5}-6-\underbrace {q(\overbrace {2\cdot 5} ^{10})} _{1}-\underbrace {q(\overbrace {2\cdot 2} ^{4})} _{4}-1]{\bmod {1}}0\\&=[-4-3-3-5-6-1-4-1]{\bmod {1}}0=[-27]{\bmod {1}}0=3\end{aligned}}}
Die vollständige Abgabenkontonummer lautet somit 46-376/5321. Eine abschließend durchgeführte Validierung bestätigt die Richtigkeit des Ergebnisses.

### Beispiel 5– direkte Rekonstruktion einer unbekannten Ziffer einer Abgabenkontonummer
Es soll die Abgabenkontonummer 03-826/15x4 rekonstruiert werden, deren vorletzte Stelle x unkenntlich geworden ist.
Gegeben ist also:
- {\displaystyle F=0,A=3}
- {\displaystyle N_{1}=8,N_{2}=2,N_{3}=6,N_{4}=1,N_{5}=5}
- {\displaystyle P=4}

Gesucht ist {\displaystyle N_{6}=x}.
Die Berechnung kann wie folgt durchgeführt werden:
- {\displaystyle {\begin{aligned}Q_{N_{6}}&=Q(N_{6})=[-F-Q(A)-N_{1}-Q(N_{2})-N_{3}-Q(N_{4})-N_{5}-P]{\bmod {1}}0\\&=[-0-\underbrace {q(\overbrace {2\cdot 3} ^{6})} _{6}-8-\underbrace {q(\overbrace {2\cdot 2} ^{4})} _{4}-6-\underbrace {q(\overbrace {2\cdot 1} ^{2})} _{2}-5-4]{\bmod {1}}0\\&=[0-6-8-4-6-2-5-4]{\bmod {1}}0=[-35]{\bmod {1}}0=5\end{aligned}}}
- {\displaystyle x=N_{6}=z(Q_{N_{6}})=z(5)=\underbrace {\tfrac {5+9}{2}} _{{\text{da }}Q_{N_{6}}=5{\text{ ungerade}}}=7}

Die vollständige Abgabenkontonummer lautet somit 03-826/1574. Eine abschließend durchgeführte Validierung bestätigt die Richtigkeit des Ergebnisses.

### Beispiel 6– iterative Rekonstruktion einer unbekannten Ziffer einer Abgabenkontonummer
Es soll die Abgabenkontonummer 54-2x7/9451 rekonstruiert werden, deren vierte (von links beginnend gezählt) Stelle x unkenntlich geworden ist.
Gegeben ist also:
- {\displaystyle F=5,A=4}
- {\displaystyle N_{1}=2,N_{3}=7,N_{4}=9,N_{5}=4,N_{6}=5}
- {\displaystyle P=1}

Gesucht ist {\displaystyle N_{2}=x}.
Die iterative Berechnung kann wie folgt durchgeführt werden:
| Laufnummer | gewählter Wert für {\displaystyle x} | temporäre Abgabenkontonummer | errechnete Prüfziffer {\displaystyle P'} | Validierungsergebnis (ist {\displaystyle P'} gleich {\displaystyle P}?) |
| ---------- | ------------------------------------ | ---------------------------- | ---------------------------------------- | ----------------------------------------------------------------------- |
| 1          | 0                                    | 54-207/9451                  | 4                                        | nein                                                                    |
| 2          | 1                                    | 54-217/9451                  | 2                                        | nein                                                                    |
| 3          | 2                                    | 54-227/9451                  | 0                                        | nein                                                                    |
| 4          | 3                                    | 54-237/9451                  | 8                                        | nein                                                                    |
| 5          | 4                                    | 54-247/9451                  | 6                                        | nein                                                                    |
| 6          | 5                                    | 54-257/9451                  | 3                                        | nein                                                                    |
| 7          | 6                                    | 54-267/9451                  | 1                                        | ja                                                                      |

In diesem Beispiel hat man im siebenten Iterationsschritt jene Ziffer gefunden, die eine erfolgreiche Validierung der temporären Abgabenkontonummer ergibt. Die gefundene Ziffer vervollständigt also die gegebene Abgabenkontonummer. Die vollständige Abgabenkontonummer lautet somit 54-267/9451. Eine abschließend durchgeführte Validierung bestätigt die Richtigkeit des Ergebnisses.